# Calle Pettersson
Carl "Calle" Petter Pettersson, född 15 april 1830 i Karlstad, död 11 januari 1877 i Göteborg, var en svensk skådespelare.
Calle Petersson var son till pigan Britta Jonsdotter. Han debuterade 1848 i Linköping hos V. Veselius som Handelsbokhållaren i August Blanches pjäs Rika morbror. Han tillhörde olika teatersällskap 1851–1860 samt var engagerad hos Edvard Stjernström 1860–1861, vid Svenska Teatern i Helsingfors 1861–1863, hos Hjalmar Agardh 1863–1866, hos Ludvig Josephson och Fritz Ahlgrensson 1868–1869, vid Nya Teatern i Göteborg 1869–1870 och 1874–1877, vid Södra Teatern 1870–1872 och vid Mindre teatern i Stockholm 1872–1874. Dessutom var Pettersson tillsammans med Hjalmar Sjöberg och Carl Wiberg direktör för ett eget teatersällskap. Bland hans roller märks Engelbrekt i August Blanches Engelbrekt och hans dalkarlar, Don Cesar de Bazano i Philippe-François Dumanoirs och Adolphe d'Ennerys skådespel med samma namn och Dardanell i August Blanches Herr Dardanell och hans upptåg på landet. Pettersson var även verksam som operettsångare på olika scener i Stockholm, Göteborg och Helsingfors. han framträdde bland annat som Paris i Sköna Helena, Pietro i Frihetsbröderna, Pluto i Orfeus i underjorden och Scapin i Marinettes små skälmstycken.